# Nihoa itakara
Espèce
Nihoa itakara est une espèce d'araignées mygalomorphes de la famille des Barychelidae.

## Distribution
Cette espèce est endémique de la province nord en Papouasie-Nouvelle-Guinée,. Elle se rencontre vers Itakara.

## Description
La femelle holotype mesure 16 mm

## Étymologie
Son nom d'espèce lui a été donné en référence au lieu de sa découverte, Itakara.

## Publication originale
- Raven, 1994 : Mygalomorph spiders of the Barychelidae in Australia and the Western Pacific. Memoirs of the Queensland Museum, vol. 35, no 2, p. 291-706 (texte intégral).